# Vidova gora
A Vidova gora egy hegy Horvátországban Brač szigetén, a sziget legmagasabb pontja, egyben az egész Adria legmagasabb szigeten emelkedő hegye.

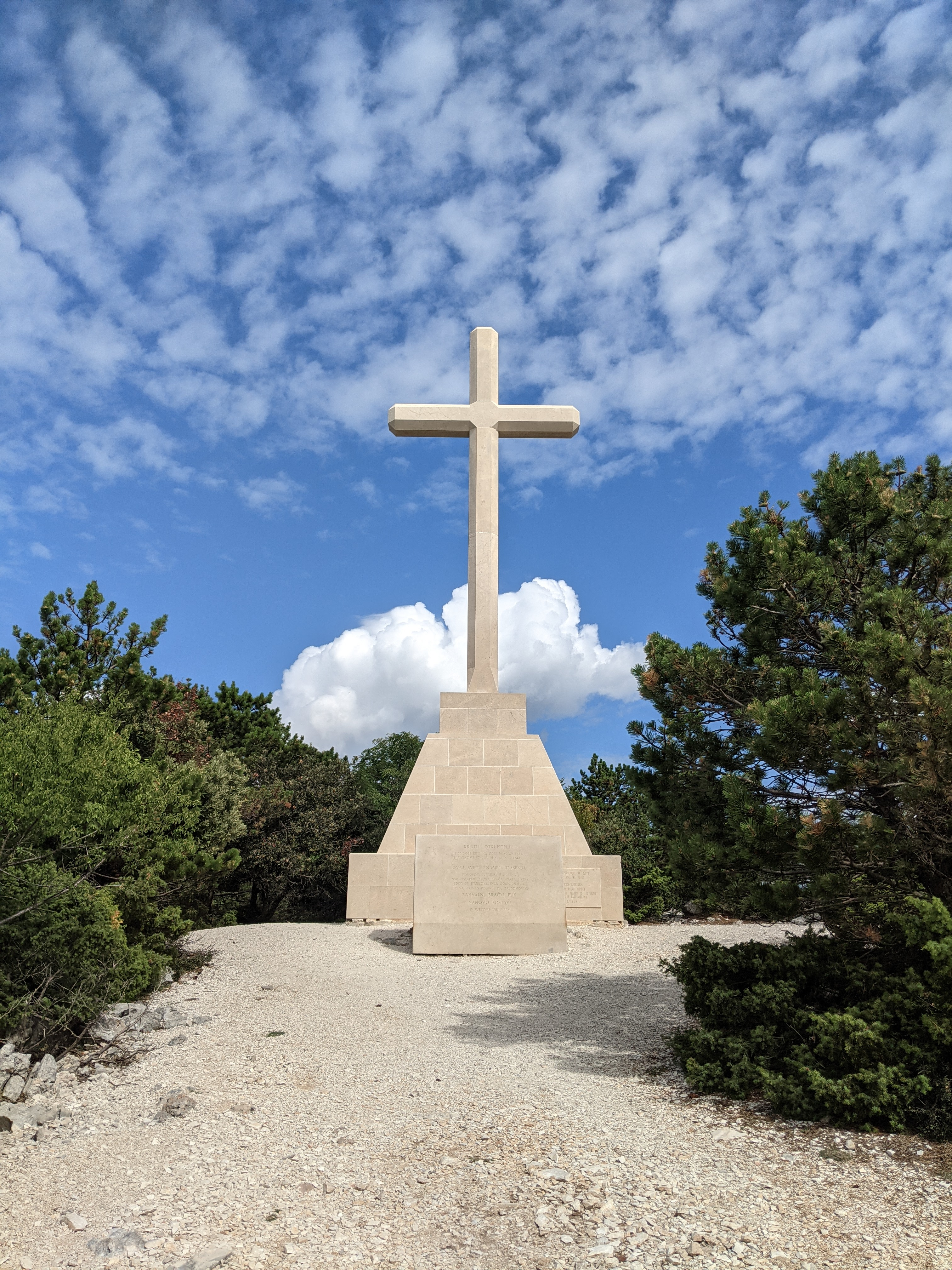
A hegytetőn emelt kereszt

## Leírása
A hegy Brač szigetének déli részén, Bol falu felett magasodik. Eredetileg egy szláv istenségről Svantevidről nevezték el, de a horvátok megkeresztelésével a nevet Szent Vid tiszteletére Vid hegyére változtatták. A hegytető járművel is megközelíthető, minthogy a Nerežišće és Pražnice között haladó 113-as útról út vezet fel hozzá. A csúcs gyalogosok számára is nagyon könnyen elérhető, mert a terep emelkedése a csúcsig nagyon csekély.
Legfelül egy kereszt, egy TV-torony, egy víztartály, egy kocsma, egy illír halom maradványai és a 13. századi román stílusú Szent Vid-templom romjai találhatók.

## Fordítás
Ez a szócikk részben vagy egészben  a   Vidova gora című német Wikipédia-szócikk ezen változatának fordításán alapul.  Az eredeti cikk szerkesztőit annak laptörténete sorolja fel. Ez a jelzés csupán a megfogalmazás eredetét és a szerzői jogokat jelzi, nem szolgál a cikkben szereplő információk forrásmegjelöléseként.